# ブテア属 (マメ科)
ブテア属 (Butea) はマメ亜科に属する被子植物の属の一つ。インドから東南アジアにかけて広く分布する。柳鉚属とも。

## 分類
Butea frondosa
膠蟲樹ともいい、膠蟲（ラックカイガラムシ：Laccifer lacca）の分泌する樹脂を採取してラッカーに用いられる。
ハナモツヤクノキ (花没薬樹、Butea monosperma)
ラックカイガラムシの宿主としてしられる。ラックカイガラムシの分泌する樹脂を採取して、花没薬（はなもつやく）という生薬や染色の臙脂に用いられる。
ツルハナモツヤクノキ (Butea superba)
タイ王国を流れるメコン川流域の落葉樹林帯に自生する蔓性の植物。原住民族のカレン族やモン族の間で、古くから滋養強壮の生薬として伝承されてきた。薬用成分には副腎皮質ホルモンの一つでDHEAが含まれ、日本ではソフォンともいう。。
馬鹿花･紫鉚樹（しきょうじゅ） (Butea suberecta)